# اوزبی
اوزبی (به انگلیسی: Ousby) یک روستا و محله مدنی در بریتانیا است که در منطقه ادن واقع شده‌است. اوزبی ۴۴۷ نفر جمعیت دارد.